# Reservas de biosfera en Bolivia
Las Reservas de Biosfera en Bolivia son sitios reconocidos por UNESCO que innovan y demuestran la relación que puede alcanzar el ser humano con su naturaleza en el afán de conjugar la conservación y el desarrollo sostenible. Actualmente Bolivia cuenta con 3 reservas de biósfera reconocidas por UNESCO.

## Reservas de Biosfera en Bolivia
- Apolobamba (Ulla Ulla) (1977)
- Pilón-Lajas (1977)

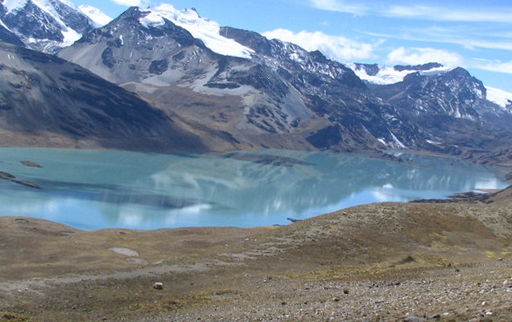
Apolobamba

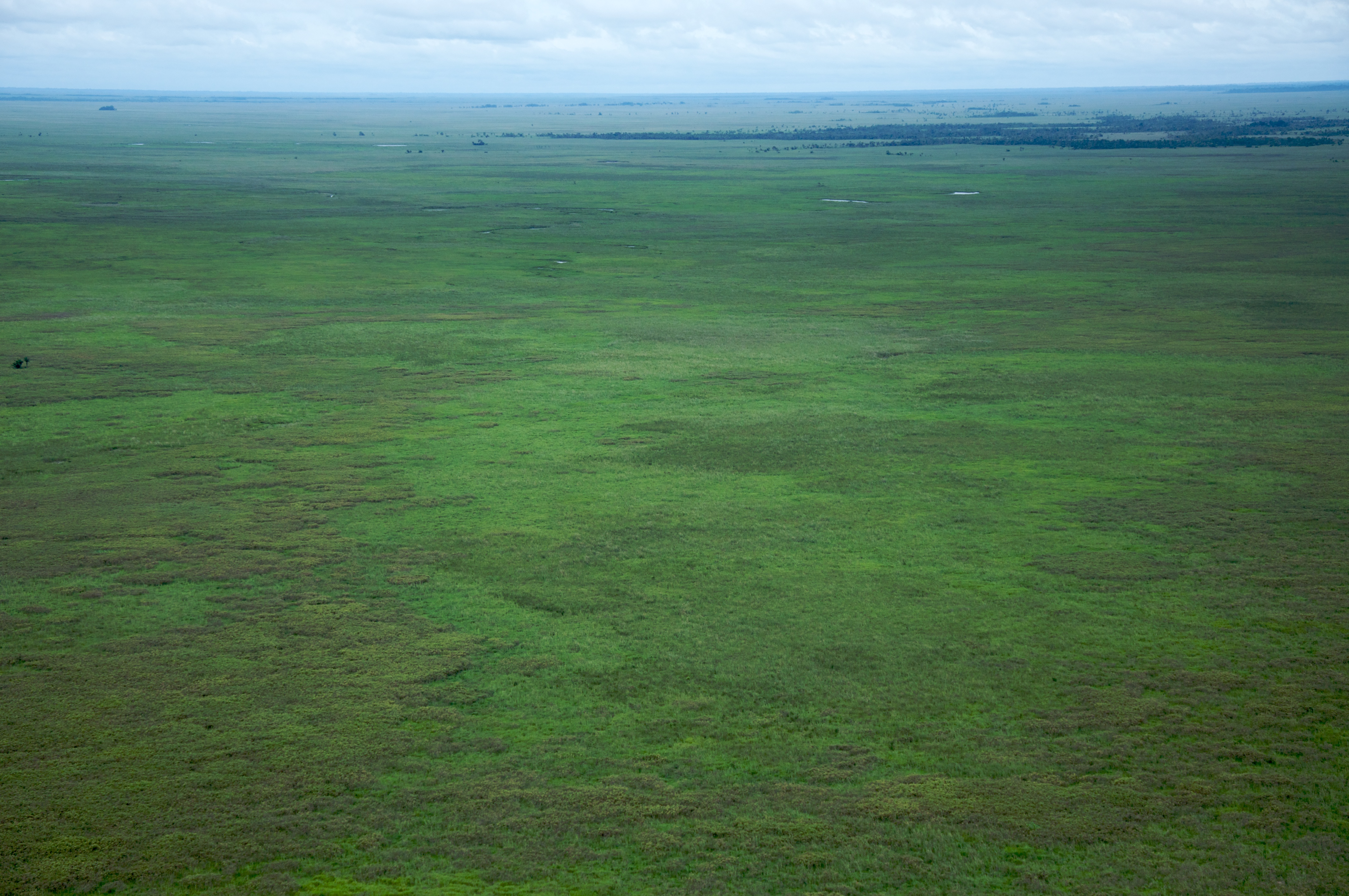
Beni

- Estación Biológica del Beni (1986)